# Blackford (Perth and Kinross)
Blackford es una localidad situada en Perth and Kinross, Escocia (Reino Unido). Tiene una población estimada, a mediados de 2020, de 910 habitantes.
Está ubicada en el centro-norte de Escocia, al norte de las ciudades de Glasgow y Edimburgo, y al oeste de Dundee y Aberdeen.

## Blackford Highlands Games
Anualmente se celebran en la localidad los llamados Blackford Highlands Games, que se realizaron por primera vez en 1870. En esas instancias se desarrollan juegos tradicionales y competencias deportivas oficiales a las que acuden atletas de toda Europa.
En 2020, en lo que debía ser el 150 aniversario de los Juegos, solo participó una competidora debido a la pandemia originada por el COVID-19. La bailarina local Ailsa Sloan, de 20 años, fue declarada ganadora por el presidente y el secretario de los Juegos.